# Tochinoshin Tsuyoshi
Tochinoshin Tsuyoshi (jap. 栃ノ心 剛; * 13. Oktober 1987 in Mzcheta als georgisch ლევან გორგაძე, Lewan Gorgadse) ist ein ehemaliger georgischer Sumōringer in der japanischen Makuuchi-Division.

## Sumō-Karriere
Als Mitglied des Stalles Kasugano-beya bestritt Gorgadse unter dem Ringnamen Tochinoshin im Mai 2006 sein erstes Turnier im professionellen Sumō. Im September des gleichen Jahres blieb er in der Jonidan-Division erstmals ohne Niederlage (7-0) und erreichte das Playoff um den Turniersieg. Dort verlor er jedoch gegen Tokitairyū. 2007 gab Tochinoshin sein Debüt in der Makushita-Division. Dort gelangen ihm sechs weitere Kachi-koshi hintereinander, weshalb er bereits ein Jahr später in Jūryō antreten durfte.
In seinem Jūryō-Debüt gewann er mit einer 12-3 Bilanz auf Anhieb das Yusho. Das folgende Turnier beendete er mit 9-6. Dies bedeutete den Aufstieg in die Makuuchi-Division. Nach seinem ersten Turnier in Makuuchi im Mai 2008 (7-8) etablierte er sich sofort in den Maegashira-Rängen. Im November 2008 traf Tochinoshin als Maegashira 4 zum ersten Mal auf San’yaku-Rikishi und schloss das Basho mit einer enttäuschenden 3-12 Bilanz ab. Im folgenden Jahr kämpfte er sich jedoch zurück in die oberen Maegashira-Ränge und erreichte im September 2009 den Rang Maegashira 1 Ost. Während des Aki Basho bezwang er zwar die Ōzeki Harumafuji und Chiyotaikai, schnitt aber insgesamt nur mit 4-11 ab. Im nächsten Turnier ging Tochinoshin als Maegashira 8 an den Start und überzeugte mit einer Bilanz von 12-3. Dafür erhielt er sowohl sein erstes Jun-Yusho (Turnierzweiter) als auch seinen ersten Kantō-shō. Im Mai 2010 folgte der zweite Kantō-shō. Zwar erzielte Tochinoshin nur ein knappes 8-7, besiegte jedoch von Tag 2 bis Tag 5 vier Ōzeki hintereinander. Zusätzlich wurde er mit der Beförderung zum Komusubi belohnt, konnte diesen Rang aber nicht halten. Im Mai 2011 gelang ihm als Maegashira 6 erneut eine Bilanz von 12-3. Dabei verlor er am letzten Tag gegen Ōzeki Harumafuji und verpasste daher ein mögliches Yusho-Playoff gegen Yokozuna Hakuhō. Am Ende blieben ihm immerhin das zweite Jun-Yusho und der dritte Kantō-shō seiner Karriere. In den nächsten zwei Jahren gehörte Tochinoshin meistens zur oberen Hälfte der Maegashira und gab im September 2012 sogar sein Comeback im Komusubi-Rang. Das Natsu Basho 2013 beendete er mit einer katastrophalen 2-13 Bilanz und rutschte daraufhin auf den Rang Maegashira 11 ab.

### Verletzung und Rückkehr in die Makuuchi-Division
Am fünften Tag des Nagoya Basho 2013 zog sich Tochinoshin im Kampf gegen Tokushōryū einen Riss des vorderen Kreuzbandes zu. Aufgrund dieser Verletzung verpasste er die nächsten drei Turniere und wurde folglich in die Makushita-Division zurückgestuft. Dort holte er zwei Mal in Folge das Yusho und schaffte somit die sofortige Rückkehr in die Jūryō-Division. Bei seinem Comeback in der zweithöchsten Division präsentierte er sich mit einer 13-2 Bilanz erneut sehr stark. Am letzten Turniertag erzwang er durch einen Sieg über Ichinojō ein Playoff um den Gesamtsieg, welches er ebenfalls für sich entschied. Im September 2014 ging er als Jūryō 5 an den Start und dieses Mal gelang ihm sogar ein Zenshō-Yusho (15-0). Damit hatte Tochinoshin durch insgesamt vier Turniersiege in Folge die Rückkehr in die Makuuchi-Division geschafft.
Bei seinem Makuuchi-Comeback erreichte er ein 11-4, wofür ihm der Kantō-shō verliehen wurde. 2015 war er schließlich zurück in den oberen Maegashira-Rängen. Im März erhielt er seinen ersten Kinboshi für einen Sieg über Yokozuna Harumafuji.
Beim darauffolgenden Natsu Basho erreichte er als Maegashira 1 (West) eine Bilanz von 9-6, wurde jedoch nicht zum Komusubi befördert, da die beiden Plätze an Takarafuji (M1e, 9-6) und Myōgiryū (S1w, 7-8) vergeben wurden. Im Juli 2015 gelang Tochinoshin erneut ein Kachi-koshi, welches diesmal für die Beförderung zum Komusubi ausreichte. Das Aki Basho 2015 beendete er trotz fünf Niederlagen an den ersten sieben Tagen noch mit einer starken 10-5 Bilanz. Daraufhin erhielt er bereits zum fünften Mal in seiner Karriere den Kanto-shō.

### Gewinner des Emperor Cups 2018
Bereits am 26. Januar 2018 zeichnete sich ab, dass Tochinoshin (Maegashira 3 West), nachdem er 12 seiner 13 Turnierkämpfe gewonnen hatte, im Stichkampf um den Sieg des Neujahrturniers 2018 sein würde. Als er am 27. Januar 2018 gegen Shōhōzan gewann, stand er gleichzeitig im Neujahrsturnier einen Tag vor dessen Ende als Sieger fest, da er mit seinem 13:1-Sieg an der Spitze der Bestenliste stand und kein anderer Rikishi mehr die Möglichkeit hatte, ihm den Turniersieg am letzten Tag streitig zu machen. Damit ist der Georgier der dritte europäische Sumō-Ringer, der ein Großturnier gewonnen hat. Außerdem ist er der erste Maegashira seit 2012, der ein Großturnier für sich entscheiden konnte.

### Aufstieg zum Ozeki
Nachdem er 37 Siege in drei aufeinander folgenden Turnieren erzielt hatte, wurde Tochinoshin im Mai 2018 zum Ōzeki befördert. Ein Sieg über Yokozuna Hakuho im Natsu-Basho 2018 war neben der allgemein starken Leistung ebenfalls ein Faktor, der berücksichtigt wurde.

### Karriereende
Während des Natsu Basho gab Tochinoshin am 19. Mai 2023 verletzungsbedingt sein Karriereende bekannt. Er bestritt in seinem letzten Turnier noch fünf Kämpfe, wovon er jedoch keinen gewinnen konnte. Da er keine Japanische Staatsbürgerschaft besitzt, hat er damit auch den Japanischen Sumōverband verlassen.

## Kampfstatistik
| Jahr | Hatsu (Januar)            | Haru (März)             | Natsu (Mai)              | Nagoya (Juli)           | Aki (September)        | Kyushu (November)        |
| ---- | ------------------------- | ----------------------- | ------------------------ | ----------------------- | ---------------------- | ------------------------ |
| 2006 |                           | Maezumo 2-0             | Jonokuchi 17 Ost 5-2     | Jonidan 95 Ost 5-1-1    | Jonidan 49 West 7-0 D  | Sandanme 49 West 6-1     |
| 2007 | Makushita 59 Ost 5-2      | Makushita 41 West 5-2   | Makushita 28 Ost 5-2     | Makushita 18 West 6-1   | Makushita 6 Ost 5-2    | Makushita 1 Ost 5-2      |
| 2008 | Juryo 12 West 12-3 Y      | Juryo 4 Ost 9-6         | Maegashira 14 Ost 7-8    | Maegashira 14 W 8-7     | Maegashira 10 Ost 8-7  | Maegashira 4 West 3-12   |
| 2009 | Maegashira 11 W 8-7       | Maegashira 10 W 6-9     | Maegashira 13 W 9-6      | Maegashira 5 West 9-6   | Maegashira 1 Ost 4-11  | Maegashira 8 West 12-3 J |
| 2010 | Maegashira 1 West 5-10    | Maegashira 6 West 9-6   | Maegashira 2 West 8-7    | Komusubi 1 West 6-9     | Maegashira 2 West 9-6  | Komusubi 1 West 6-9      |
| 2011 | Maegashira 2 Ost 4-11     | abgesagt                | Maegashira 6 West 12-3 J | Komusubi 1 West 6-9     | Maegashira 4 Ost 8-7   | Maegashira 2 Ost 2-13    |
| 2012 | Maegashira 9 Ost 10-5     | Maegashira 3 West 5-10  | Maegashira 8 Ost 9-6     | Maegashira 4 Ost 9-6    | Komusubi 1 West 6-9    | Maegashira 3 Ost 5-10    |
| 2013 | Maegashira 6 Ost 9-6      | Maegashira 1 West 7-8   | Maegashira 2 West 2-13   | Maegashira 11 W 3-3-9   | Juryo 1 West 0-0-15    | Juryo 14 West 0-0-15     |
| 2014 | Makushita 15 West 0-0-7   | Makushita 55 West 7-0 Y | Makushita 6 West 7-0 Y   | Juryo 12 Ost 13-2 Y     | Juryo 5 West 15-0 Y    | Maegashira 8 Ost 11-4    |
| 2015 | Maegashira 1 West 6-9     | Maegashira 4 West 8-7   | Maegashira 1 West 9-6    | Maegashira 1 Ost 8-7    | Komusubi 1 Ost 10-5    | Komusubi 1 Ost 7-8       |
| 2016 | Komusubi 1 West 6-9       | Maegashira 2 West 6-9   | Maegashira 4 West 10-5   | Sekiwake 1 West 6-9     | Maegashira 2 Ost 5-10  | Maegashira 6 West 10-5   |
| 2017 | Komusubi 1 West 0-6-9     | Maegashira 10 Ost 7-8   | Maegashira 10 Ost 12-3   | Maegashira 2 Ost 9-6    | Maegashira 1 Ost 4-11  | Maegashira 6 West 9-6    |
| 2018 | Maegashira 3 West 14-1 Y  | Sekiwake West 10-5      | Sekiwake Ost 13-2        | Ōzeki 2 West 5-2-8      | Ōzeki 2 West 9-6       | Ōzeki 2 West 8-7         |
| 2019 | Ōzeki 2 West 0-5-10       | Ōzeki 2 Ost 7-8         | Sekiwake 1 West 10-5     | Ōzeki 2 West 0-6-9      | Ōzeki 2 Ost 6-9        | Sekiwake 1 West 2-3-10   |
| 2020 | Maegashira 6 West 5-10    | Maegashira 9 West 6-9   | abgesagt                 | Maegashira 11 West 10-5 | Maegashira 4 West 6-9  | Maegashira 7 Ost 9-6     |
| 2021 | Maegashira 4 Ost 4-11     | Maegashira 7 Ost 7-8    | Maegashira 7 Ost 5-10    | Maegashira 12 Ost 7-8   | Maegashira 12 West 7-8 | Maegashira 13 West 6-6-3 |
| 2022 | Maegashira 15 West 7-8    | Maegashira 15 West 9-6  | Maegashira 9 West 8-7    | Maegashira 8 Ost 7-8    | Maegashira 8 Ost 7-8   | Maegashira 8 West 6-9    |
| 2023 | Maegashira 11 West 2-3-10 | Juryo 2 West 5-10       | Juryo 5 Ost 0-6-10       |                         |                        |                          |